# 德爾馬 (愛荷華州)
德爾馬（英語：Delmar）是一個位於美國愛荷華州克林頓縣的城市。

## 地理
德爾馬的座標為42°00′06″N 90°36′38″W / 42.00167°N 90.61056°W，而該地的平均海拔高度為250米（即820英尺）。

## 人口
根據2010年美國人口普查的數據，德爾馬的面積為1.97平方千米，當中陸地面積為1.97平方千米，而水域面積為0.00平方千米。當地共有人口525人，而人口密度為每平方千米266人。